# 리쿠젠산노역
리쿠젠산노역(일본어: 陸前山王駅)은 일본 미야기현 다가조시에 있는 동일본 여객철도 · 일본화물철도 도호쿠 본선과 센다이 임해 철도 린카이 본선(화물선)의 역이다. 단선 · 섬식의 형태를 합친 복합 구조의 철도 역사이다.

## 타는 곳
| 1 | ■ 도호쿠 본선 | (하행)   | 시오가마 · 마쓰시마 · 고고타 방면 |  |
| 2 | ■ 도호쿠 본선 | 대 피 선 | 대 피 선                          |  |
| 3 | ■ 도호쿠 본선 | (상행)   | 센다이 · 시로이시 · 후쿠시마 방면 |  |

## 이용 현황
| 연도     | 하루 평균 승차 인원 |
| 2000년도 | 635                 |
| 2001년도 | 555                 |
| 2002년도 | 445                 |
| 2003년도 | 441                 |
| -------- | ------------------- |

## 역사
- 1933년 8월 15일 : 다가조마에역(일본어: 多賀城前駅)으로서 개업.
- 1944년 5월 1일 : 리쿠젠산노역으로 개칭.
- 1987년 4월 1일 : 민영화에 의해, 동일본 여객철도로 이관.

## 인접 정차역
| 도호쿠 본선                  | 도호쿠 본선   | 도호쿠 본선                  |
| ---------------------------- | ------------- | ---------------------------- |
| 이와키리 센다이 방면         | ■ 도호쿠 본선 | 고쿠후타가조 이치노세키 방면 |
| 센다이 임해 철도 린카이 본선 |               |                              |
| 시·종착역                    | ■ 린카이 본선 | 센다이코 센다이키타코 방면   |

틀:센다이 임해 철도 린카이 본선